# Distrito Regional de Skeena-Queen Charlotte
O Distrito Regional de Skeena-Queen Charlotte (por vezes chamado de Distrito Regional de North Coast e enumerado como 24) é um dos 29 distritos regionais da Colúmbia Britânica, no oeste do Canadá. O distrito está localizado na costa oeste da província e inclui o arquipélagos de Haida Gwaii (antigamente chamados de Ilhas da Rainha Carlota), a maior das quais são as Ilha Graham e Moresby. Seus escritórios administrativos estão na cidade de Prince Rupert.
A região possui uma área de 19.716,14 quilômetros quadrados, e uma população de 19.664 habitantes, de acordo com o censo canadense de 2006.